# Chris Finch
Chris Finch (* 6. November 1969 in Cambridge, Ohio) ist ein US-amerikanischer Basketballtrainer. Er arbeitet derzeit als Cheftrainer der NBA-Mannschaft Minnesota Timberwolves.
Nach dem Studium in seinem Heimatland spielte er als Profi in der British Basketball League, bevor er seine Karriere als Trainer fortsetzte und über Stationen in Europa, darunter der deutsche Erstligist Gießen 46ers, schließlich in sein Heimatland zurückkehrte. Als Trainer der Rio Grande Valley Vipers gewann Finch 2010 die Meisterschaft der NBA Development League (D-League) und erhielt als Trainer des Jahres der NBA Development League den „Dennis Johnson Coach of the Year Award“. 2011 wechselte er als Trainerassistent von Kevin McHale in den Trainerstab der Houston Rockets in der National Basketball Association (NBA). Zudem war Finch der erste Trainer seit der Wiedergründung der britischen Nationalmannschaft, die 2006 anlässlich der Vergabe der Olympischen Spiele 2012 nach London aus den drei Auswahlmannschaften Großbritanniens gebildet wurde. Nach dem olympischen Turnier 2012 trat Finch von diesem Amt zurück.

## Karriere

### Spieler (1988 bis 1998)
Finch studierte am Franklin & Marshall College in Lancaster (Pennsylvania). Dort spielte er für die Hochschulmannschaft Diplomats in der NCAA Division III, die für Personen, die eine professionelle Sportlerkarriere anstreben, eine eher unbedeutende Division darstellt. Innerhalb dieser sportlich geringwertigeren Division gehörte Finch jedoch zu den besten Spielern, wurde zweimal 1991 und 1992 als All-American  unter die besten Spieler des Landes gewählt. Finch gewann in seiner Spielerzeit vier Conference-Titel und erreichte mit der Mannschaft 1991 das Finalspiel der landesweiten NCAA-Endrunde der Division III. 2002 wurde er in die „Athletic Hall of Fame“ (deutsch Sportler-Ruhmeshalle) seiner „Alma mater“ aufgenommen.
Obwohl Finch nur an einem Division III-College gespielt hatte, begann er 1992 anschließend eine Karriere als Profi, die ihn zu den Sharks aus Sheffield in der British Basketball League (BBL) führte. Mit den Sharks gewann er 1995 die Hauptrundenmeisterschaft und den Pokalwettbewerb BBL Cup. Sein Mannschaftskamerad Roger Huggins wurde als Most Valuable Player der Liga ausgezeichnet. 1996 übernahm er zudem das Amt des Trainers und agierte als Spielertrainer. Dabei gewann er in seiner letzten Saison als Spieler 1998 den Ligapokal „BBL Trophy“.

### Trainer in Europa (1996 bis 2012)
Finch, der seit 1996 auch als Trainer der Sharks agiert hatte, wechselte 1998 nach dem Ligapokalgewinn endgültig an die Seitenlinie und beendete seine Karriere als Spieler. In der Saison 1998/99 war man erneut Tabellenerster nach der Hauptrunde, verlor aber das Halbfinalspiel in den Play-offs gegen den späteren Meister London Towers. Das „kleine Finale“ um den dritten Platz gewann man gegen die von Nick Nurse trainierten Manchester Giants, gegen die man die Halbfinalserie im Ligapokalwettbewerb BBL Trophy noch verloren hatte. Finch wurde 1999 als Trainer des Jahres der BBL ausgezeichnet. Den Pokalwettbewerb konnte man 1999 und 2000 gewinnen. 2001 und 2002 verlor die Mannschaft, der unter anderem Finch Landsmann Nate Reinking angehörte, das Finalspiel der Play-offs zum einen gegen die Leicester Riders und im darauffolgenden Jahr gegen die Chester Jets. In der Saison 2002/03 beendete man die Hauptrunde erneut als Tabellenerster, verlor aber das Halbfinale der Play-offs gegen den späteren Meister Scottish Rocks. Finch wurde erneut als Trainer des Jahres der BBL ausgezeichnet.
Für die Saison 2003/04 wechselte Finch nach Deutschland zu den 46ers aus Gießen in der Basketball-Bundesliga. In der um zwei Mannschaften vergrößerten Bundesliga erwischten die Mittelhessen im Spieljahr 2003/04, die in der Vorsaison eher knapp die Play-offs um die Meisterschaft verpasst hatten, einen schlechten Auftakt und gewannen nur fünf der ersten 18 Saisonspiele. Finch wurde als Trainer durch Armin Andres ersetzt und der Gießener Verein profitierte beim Klassenerhalt am Ende der Spielzeit von der Insolvenz zweier anderer Mannschaften. Zur Spielzeit 2004/05 wechselte Finch zum Verein Euphony Bree in die belgische Ethias League. Für die Mannschaft verpflichtete er Brian Lynch, der unter ihm bereits in Gießen gespielt hatte, und gewann auf Anhieb die erste und einzige Meisterschaft des Vereins 2005. An diesen Erfolg konnte man in den folgenden beiden Jahren nicht mehr anschließen, obwohl Spieler wie der spätere zweifache Basketball-Bundesliga-MVP Julius Jenkins verpflichtet wurden.
Nachdem Finch mit Bree 2007 die Finalserie der Meisterschaft gegen Telindus Oostende knapp in fünf Spielen verloren hatte, wechselte er zum Ligakonkurrenten Dexia aus Mons. Da er zudem die Geschicke der wieder gegründeten britischen Nationalmannschaft übernommen hatte, die 2006 anlässlich der Vergabe der Olympischen Spiele 2012 in die britische Hauptstadt London aus den drei Auswahlmannschaften der drei Verbände Großbritanniens ohne Nordirland gebildet worden war, konzentrierte er hier einige britische Nationalspieler in der Mannschaft des Vereins. Neben seinem ehemaligen Mannschaftskameraden Roger Huggins und Nate Reinking, den er schon in Sheffield betreut hatte, holte er noch Mike Lenzly und Andrew Sullivan. Während man in der nationalen Meisterschaft die Halbfinalserie gegen Spirou BC Charleroi verlor, erreichte man im europäischen Vereinswettbewerb FIBA EuroCup 2007/08 das Finalspiel gegen den lettischen Verein BK Barons Rīga. Dieses verlor man jedoch knapp mit einem Punkt, wodurch der erste belgische Titelerfolg in einem europäischen Vereinswettbewerb verhindert wurde. In der folgenden Spielzeit erreichte man die Play-off-Finalserie in der nationalen Meisterschaft, die glatt den Titelverteidiger Spirou BC verloren wurde.
Als Nationaltrainer der britischen Auswahl holte Finch seinen ehemaligen Konkurrenten aus der BBL, Nick Nurse, als Trainerassistenten. Finch konnte die Mannschaft in den Kreis der besten europäischen Auswahlmannschaften zu den EM-Endrunden 2009 und 2011 führen. Bei beiden Endrunden schied man jedoch bereits in der Vorrunde aus. Gleiches passierte beim olympischen Turnier 2012, für das man als Gastgeber automatisch qualifiziert war. Nach vier Auftaktniederlagen gewann man nur das abschließende Vorrundenspiel gegen China deutlich und war nach der Vorrunde ausgeschieden.

### Trainer in den Vereinigten Staaten (seit 2009)
Nach der verlorenen Meisterschafts-Finalserie in Belgien 2009 wechselte Finch als Vereinstrainer zurück in sein Heimatland und übernahm die Rio Grande Valley Vipers in der NBA Development League (D-League). Auf Anhieb konnte er die 2007 gegründete Mannschaft zu ihrer ersten Play-off-Teilnahme in der D-League führen, die die Mannschaft erfolgreich mit dem Gewinn der Meisterschaft beendete. Finch wurde in seiner Premierenspielzeit in der D-League als Trainer des Jahres mit dem „Dennis Johnson Coach of the Year Award“ 2010 ausgezeichnet. In der folgenden Spielzeit erreichte man als Titelverteidiger erneut die Finalserie um die Meisterschaft, die jedoch gegen die von Nick Nurse trainierten Iowa Energy verloren ging. Finch musste seinem Nationalmannschaftsassistenten Nurse die Auszeichnung als Trainer des Jahres überlassen. Im Anschluss wechselte Finch 2011 in den Trainerstab des NBA-Vereins Houston Rockets und wurde Assistent von Kevin McHale. Sein Nachfolger als Trainer der Vipers wurde Nick Nurse. Nachdem er in den Trainerstäben weiterer NBA-Mannschaften gearbeitet hatte (unter anderem unter Cheftrainer Nick Nurse bei den Toronto Raptors), trat Finch im Februar 2021 seine erste Cheftrainerstelle in der Liga an, als er von den Minnesota Timberwolves verpflichtet wurde.